# Cronaca nera (film 1992)
Cronaca nera è un film del 1992 diretto da Faliero Rosati, con musiche di Pino Donaggio. È stato trasmesso da Canale 5 il 18 marzo 1992 all'interno del ciclo Film dossier. L'anno di realizzazione della pellicola è il 1987.

## Trama
La ventenne Lori fa la commessa in un grande magazzino di Ferrara. Un giorno viene notata da una elegante e ambigua signora, che come vero mestiere fornisce giovani donne ai notabili della città. Lori, attratta dal denaro e dal desiderio di cambiare vita, accetta la sua proposta. Cinque anni dopo diviene la moglie di Enrico Pozzi, un politico, ma il loro matrimonio non è felice, lei è esasperata dal carattere geloso e possessivo di lui. 
Lori conosce Roberto Sacchi, uno squattrinato avvocato italo-americano col vizio del gioco, e i due diventano amanti. Quando viene trovato morto Enrico, Lori viene accusata, ma lei è innocente e sospetta di un suo ex amante, l'industriale Carlo Gironda, che aveva chiesto a suo marito dei favori, ma senza successo. Lori è difesa da Roberto, che riesce a far incriminare Gironda, ma la verità è un'altra: Gironda è stato il mandante dell'omicidio, ma Enrico è stato ucciso materialmente da Roberto, costretto dall'industriale per saldare pesanti debiti di gioco. Al termine del processo Lori, che ora sa la verità, abbandona per sempre il suo amante.

## Produzione
Il film fu interamente girato in strade e palazzi della città di Ferrara.